# Processo Maroncelli-Pellico

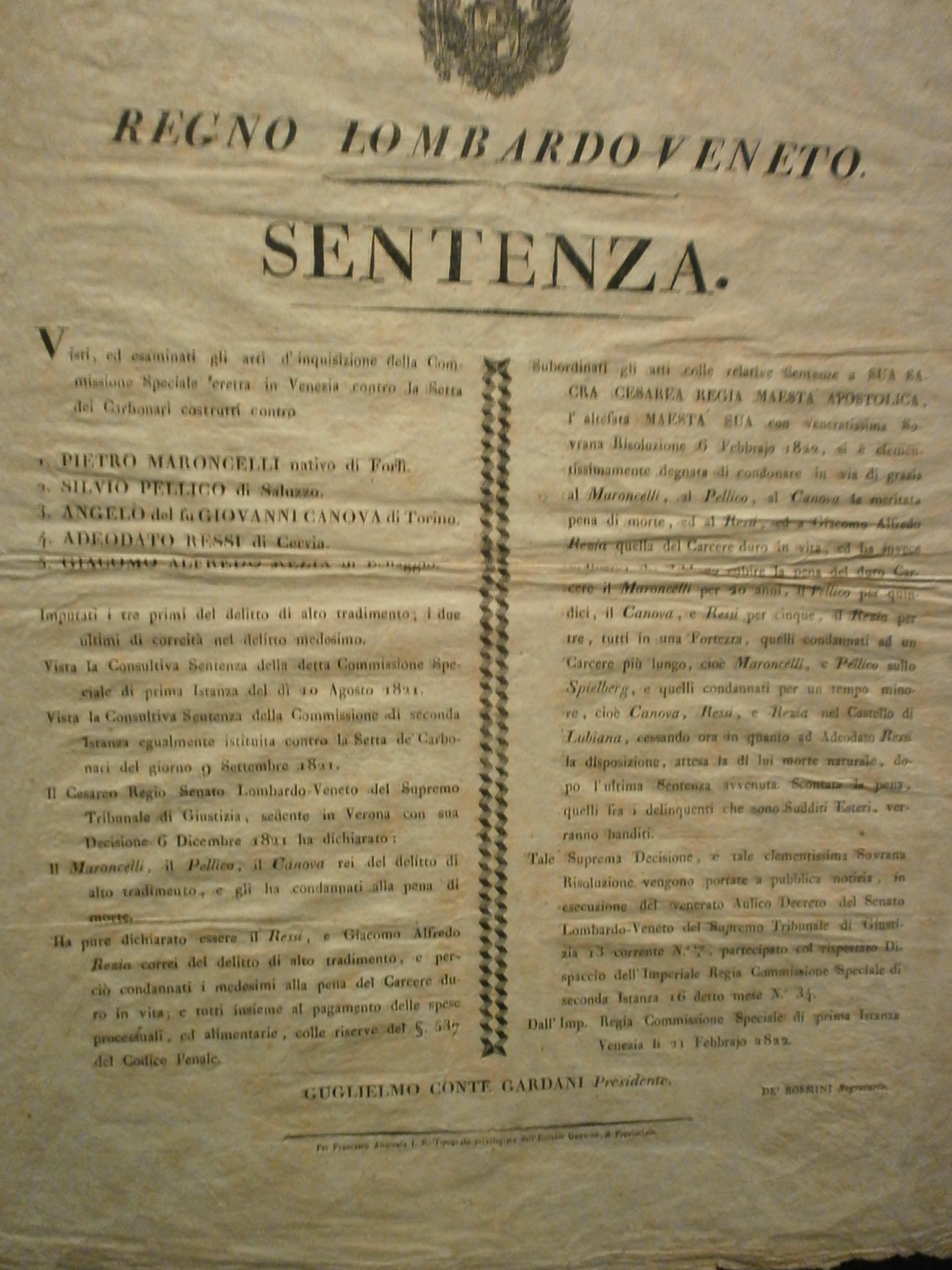
Sentenza di condono della pena di morte per Pellico e Maroncelli, 1822, Museo del Risorgimento di Milano

Il processo Maroncelli-Pellico è un celebre procedimento giudiziario celebrato nel 1821 dall'Impero austriaco contro Piero Maroncelli, Silvio Pellico ed altri imputati, accusati di cospirazione.

## Descrizione
L'antefatto è costituito dall'arresto di Piero Maroncelli, il 6 ottobre 1820, dopo che gli era stata sequestrata una lettera compromettente diretta al fratello Francesco. Una settimana dopo venne arrestato anche Silvio Pellico.
Le indagini vennero condotte da inquirenti quali il famoso Antonio Salvotti.
La condanna contro
- 1. Piero Maroncelli nativo di Forlì;
- 2. Silvio Pellico di Saluzzo;
- 3. Angelo del fu Giovanni Canova di Torino;
- 4. Adeodato Ressi di Cervia;
- 5. Giacomo Alfredo Rezia di Bellagio,

«imputati i primi tre del delitto di alto tradimento, i due ultimi di correità nel delitto medesimo», fu durissima: pena di morte per i primi tre, carcere a vita per gli altri, col pagamento delle spese. La sentenza venne ufficialmente emessa il 6 dicembre 1821.
Ma, a causa del provvedimento firmato dall'imperatore Francesco I d'Austria (6 febbraio 1822), le pene furono così ridotte:
- a Maroncelli, considerato evidentemente il colpevole principale, carcere duro per venti anni;
- a Pellico, carcere duro per quindici anni;
- a Canova e Ressi, carcere duro per cinque anni (ma il Ressi nel frattempo era deceduto di morte naturale);
- a Rezia, carcere duro per tre anni.

Come luoghi di detenzione, vennero  definiti: per Maroncelli e Pellico, la fortezza dello Spielberg; per Ressi, il carcere di San Michele in Murano a Venezia; per gli altri, il castello di Lubiana.